# Абд ал-Латиф-хан I
Абд ал-Латиф-хан I (Апак-хан) (ок. 1604—1630) — хан Могульского ханства (ок. 1618—1630). Сын Шуджа ад-Дин Ахмад-хана.
В 1614 г. назначен султаном Кашгара. Когда в Кашгар дошло известие об убийстве его отца и объявлении ханом Курайш-султана, он тут же выступил на Яркенд и в местности Рабатчи разгромил заговорщиков. Таким образом, Курайш-хан II являлся ханом, по утверждению Махмуда бен Вали, всего 9 дней.
Правление Абд ал-Латиф-хана I отмечено постоянными войнами с Абд ар-Рахим-хан Турфанским за районы Бая, Кусана и Аксу, а также продолжающимся падением авторитета ханской власти внутри государства.
Умер от болезни.